# Kubansk peso
Kubansk peso (Cub$ - Peso cubano) är den valuta som används i Kuba i Västindien. Valutakoden är CUP. 1 Peso = 100 centavos.
Valutan infördes under år 1857 i sedelform och kompletterades med mynt först från 1915.
Parallellt finns även den Kubansk konvertibla peso (peso cubano convertible) med valutakod CUC. Denna infördes 1990. Både CUP och CUC saknar officiellt värde utanför landet.

## Användning
Valutan ges ut av Banco Central de Cuba - BCC som ombildades 1997 och har huvudkontoret i Havanna.

## Valörer
- mynt: 1 och 3 pesos
- underenhet: 1, 5 och 20 centavos
- sedlar: 1, 3, 5, 10, 20, 50 och 100 CUP